# Pinocchio (album)
Pour les articles homonymes, voir Pinocchio (homonymie).
Albums de f(x)
Nu ABO
(2010) Electric Shock
(2012)
Singles
1. Lollipop
Sortie : 26 décembre 2009
2. Pinocchio (Danger)
Sortie : 17 avril 2011

1. La Cha Ta
Sortie : 2 septembre 2009
2. Chu
Sortie : 9 novembre 2009
3. Is It OK?
Sortie : 26 janvier 2011
4. Hot Summer
Sortie : 14 juin 2011

Pinocchio est le premier album studio du girl group sud-coréen f(x), publié le 29 avril 2011 par la SM Entertainment en Corée du Sud. 
L'album a été réédité en tant que Hot Summer le 14 juin 2011 et contenait Hot Summer comme chanson-titre ainsi que deux singles sortis en 2009, La Cha Ta et Chu ~ en plus de Is It Ok?. Les deux versions de l'album ont été vendues pour un total de près de 145 000 exemplaires en Corée du Sud.

## Composition
La Cha Ta a été la chanson des débuts du groupe, et a été libéré numériquement le 2 septembre 2009. Après leur premier concert au Fashion Center Samseong-dong, le 2 septembre 2009, le clip a été projeté et mis en ligne le lendemain. La première représentation du groupe de La Cha Ta a eu lieu sur MBC Show! Music Core le 5 septembre, 2009. Le clip de la chanson, publié le 2 septembre 2009, a présente les membres du groupe dans divers décors sur le thème du théâtre. Ils commencent par l'arrivée et la descente d'une voiture rose devant une entrée de théâtre pendant la nuit. Quand la chanson commence, les membres Victoria Song, Amber Liu et Sulli Choi entrent dans le théâtre à travers la porte tandis que Luna Park et Krystal Jung restent derrière pour chanter les deux premiers versets respectivement. La scène se déplace alors à des ensembles individuels. Amber, habillée comme une ringmaster[Quoi ?] est sur une scène sombre avec des feux de camp devant, un tapis rouge dessous et d'énormes portes battantes menant vers le décor, à l'arrière. Victoria, vêtue d'une robe rose et de bijoux, est dans une chambre mauve, avec des murs roses et blancs et des ornements suspendus. Luna est vêtue d'une robe dorée et se promène dans un escalier noir conduisant à une lune chatoyante et dorée. Sulli, habillé de façon décontractée, est dans une chambre avec des murs bleus, tapis rouge et un grand ours en peluche accroché au mur. Krystal, vêtu de noir, est dans une pièce avec beaucoup de cristaux et de miroirs suspendus à l'arrière. Les filles découvrent que leurs chambres sont connectées et se saluent. À la fin de la chanson les filles sortent du théâtre en riant et partent dans leur voiture.
Chu ~ ♥ (coréen : 츄 ~ ♥) est un titre danse - bubblegum pop. Il a été dévoilé sous la forme d'un maxi-single le 9 novembre 2009, avec les faces B Step to Me et You Are My Destiny. Il a fait ses débuts dans le top 3 du Gaon Digital Chart.
Lollipop a été enregistrée en deux versions. La version en langue chinoise comprend le groupe MIC et Shinee dans la version coréenne. Ils utilisent une interpolation du Lollipop de 1958 écrit par Jules Dixson et Beverly Ross (en). La version chinoise a été utilisée pour le téléphone portable LG Lollipop en Chine et n'a pas été inclus sur l'album. Le clip a été tourné en décembre 2009, et a été dévoilé en janvier 2010.
Pinocchio (Danger) (피노키오; Pinokio) était le premier single utilisé pour promouvoir l'album. La chanson est sortie numériquement le 17 avril 2011, et le clip d'accompagnement a été posté sur YouTube le 19 avril 2011. Le clip montre f(x) dansant la chorégraphie de Jillian Meyers, sa première collaboration avec f(x). La vidéo présente deux ensembles de danse, l'une avec des murs blancs sculptés, des ventilateurs manuels tournant et des pyramides sur le sol et dans le fond, un autre jeu blanc avec tourbillonnant noir et blanc, et cinq ensembles différents (un pour chaque membre). Victoria est dans une salle orange avec différentes boîtes, Amber est dans une salle blanche avec des dessins en noir, Luna est dans une chambre rouge avec un sol rouge à damiers, Sulli est dans une chambre bleu-vert et rose hexagonale et Krystal est dans un bleu salle triangulaire.
Gangsta Boy, une piste de l'album, marque la première fois où les producteurs de musique et auteurs-compositeurs danois, Thomas Troelsen et Mikkel Remee Sigvardt collaborent avec F(x). Hong Ji-yoo participe à l'écriture des paroles de la chanson.
Hot Summer est une version coréenne de la chanson du même titre, à l'origine enregistré par le groupe allemand Monrose. Comme les singles de 2009 La Cha Ta et Chu ~ ♥, elle a été incluse dans la réédition de l'album et a été publiée le 14 juin 2011.

## Liste des titres
| 1.  | Pinocchio (Danger) (피노키오; Pinokiyo) | 3:14 |
| 2.  | Sweet Witches (빙그르; Bing-geureu)     | 3:28 |
| 3.  | Dangerous                               | 3:14 |
| 4.  | Beautiful Goodbye                       | 4:06 |
| 5.  | Gangsta Boy                             | 3:09 |
| 6.  | Love (아이; Ai)                         | 3:15 |
| 7.  | Stand Up!                               | 3:55 |
| 8.  | My Style                                | 3:41 |
| 9.  | So Into U                               | 3:35 |
| 10. | Lollipop (feat. Shinee)                 | 3:11 |

| 1.  | Hot Summer                                        | 3:46 |
| 2.  | Pinocchio (Danger) (피노키오; Pinokiyo)           | 3:14 |
| 3.  | Sweet Witches (빙그르; Bing-geureu)               | 3:28 |
| 4.  | ...Is It OK? (좋아해도 되나요; Johahaedo Doenayo) | 3:11 |
| 5.  | Dangerous                                         | 3:14 |
| 6.  | Beautiful Goodbye                                 | 4:06 |
| 7.  | Gangsta Boy                                       | 3:09 |
| 8.  | Love (아이; Ai)                                   | 3:15 |
| 9.  | Stand Up!                                         | 3:55 |
| 10. | My Style                                          | 3:41 |
| 11. | So Into U                                         | 3:35 |
| 12. | Lollipop (feat. Shinee)                           | 3:14 |
| 13. | La Cha Ta                                         | 3:12 |
| 14. | Chu                                               | 3:10 |

## Charts
| Pinocchio  | 1 |
| Hot Summer | 2 |